# Chudynastin
För staten med samma namn under Vår- och höstperioden (770-481 f.Kr.); se Chu (stat). För staten under De fem dynastierna och De tio rikena (902–979); se Chu (De tio rikena).
Chu eller Chudynastin (大楚; Dà Chǔ) var en kortlivad stat i Kina 1127. 
Under 1127 hade den jurchenstyrda Jindynastin (1115–1234) erövrat norra delven av Songdynastin (960–1279) ner till Huaifloden. För att tillämpa principen "Använda kineser att styra kineser" tillsattes under sommaren 1127 den från Songdynastin avhoppade befälhavaren Zhang Bangchang som marionettkejsare av staten Chu. Chus territorium var det nyligen erövrade landområdet mellan Gula floden och Huaifloden.
För att få legitimitet som regent utnämnde Zhang Bangchang den tidigare Songkejsaren Zhezongs kejsarinna Meng som Änkekejsarinnan Yuanyou. Lite mer än en månad efter att staten Chu bildats överlämnade sig Zhang Bangchang till Songdynastins kejsare och bad om nåd, och staten Chu upplöstes